# NGC 7082
NGC 7082 é um aglomerado aberto na direção da constelação de Cygnus. O objeto foi descoberto pelo astrônomo William Herschel em 1788, usando um telescópio refletor com abertura de 18,6 polegadas. Devido a sua moderada magnitude aparente (+7,2), é visível apenas com telescópios amadores ou com equipamentos superiores. 